# Syrská rada revolučního velení
Syrská rada revolučního velení (Arabsky: مجلس قيادة الثورة السورية‎, Majlis Qiyādat ath-Thawra as-Sūriyya) je aliance 72 frakcí účastnících se v Syrské občanské válce, která byla sestavena 3. srpna 2014.
Rada je zaměřena na zvýšení koordinace mezi jednotlivými skupinami s tím, že by byla rozdělena na regionální fronty tak, jednotlivé regionální rady byly tvořeny zástupci odlišných skupin (podobně, jak byla uspořádána SSA). Dohoda byla schválena jak zástupci sekulárních skupin, tak islamisty. I přesto byly některé skupiny vyloučeny, jako například Fronta an-Nusrá a někteří její spojenci. Z počátku byla vyloučeno i seskupení Ahrar ash-Sham, které se ale i přesto k alianci později přidalo (4. října 2014). První oficiální setkání proběhlo 29. listopadu v tureckém městě Gaziantep. Syrští Kurdové členy nejsou.

## Vnitřní rozpory
Od samého počátku aliance existovalo určité napětí mezi umírněnými povstalci a islamisty. 28. listopadu, kdy zrovna probíhala první schůze SRRV v Turecku zaútočila Fronta an-Nusrá na základny Brigád Ansar v guvernorátu Idlib a Fronty Haqq v guvernorátu Hama. Přestože byla Fronta an-Nusrá vyloučena, spousta jejich spojenců nejen, že do aliance vstoupila, ale získala i některá vedoucí postavení. Blízké vztahy mezi Nusrou a jinými islamistickými skupinami se potvrdily, když dvě vzdávající se uskupení, obě podporované USA byly donuceny odevzdat svoje zbraně skupině Ahrar ash-Sham, jako součást jejich kapitulace Frontě an-Nusrá.
Okamžitě poté následovalo první oficiální setkání SRRV. Plukovník Muhammad Hallak vyjádřil svoji nedůvěru e říjnu podepsanou dohodu, na které nová aliance stojí, tvrdíc, že dohoda zaručovala po svržení Asada islamistickou vládu. Cit. "Dohoda sama o sobě nezaručuje svobodné volby a většina skupin náležících nyní k SRRV neuznává původní demokratické hodnoty revoluce".
Začátkem prosince roku 2014 Hnutí Hazzm ukončilo svoje členství v SRRV jako výsledek neustálých střetů mezi umírněnými a islamistickými povstalci. Ve stejnou dobu jižní odnož skupiny Fronta revolucionářů (Jabhat Thowar Suriyya) prohlásila, že nejsou v žádném spojení s SRRV. Později byla hnutí Hazzm a Fronta revolucionářů v guvernorátu Idlib poražena Frontou an-Nusrá.